# Nea Pendeli
Nea Pendeli (griechisch Νέα Πεντέλη (f. pl.)) ist eine Stadt mit 7198 Einwohnern im Nordosten der Region Attika in Griechenland.
Nea Pendeli wurde 1947 aus der Gemeinde Pendeli ausgegliedert, zunächst als Landgemeinde (kinotita), ab 2006 als Stadtgemeinde (dimos). Zum 1. Januar 2011 wurde es wieder nach Pendeli eingemeindet und bildet seither hier einen von drei Gemeindebezirken.